# Danziger SC
Der Danziger Sportclub war ein Fußballverein aus Danzig.

## Geschichte
Der Danziger SC gründete sich 1912. Bald nahm die Mannschaft an der vom Baltischen Rasen- und Wintersport-Verband ausgetragenen Fußballmeisterschaft teil, wo sie in der Bezirksklasse Westpreußen antrat. Größter Erfolg war die Teilnahme an der Endrunde um die baltische Meisterschaft 1925/26, als der Verein die Meisterschaft seiner Bezirksklasse gewann. In der Endrunde wurde die Mannschaft mit zwei Siegen in fünf Spielen Fünfter, einzig den westpreußischen Vizemeister VfL Danzig konnte sie somit hinter sich lassen. Somit wurde die Teilnahme an der deutschen Meisterschaft 1925/26 deutlich verpasst. 1928 und 1929 wurde der Danziger SC jeweils Tabellenzweiter in Westpreußen, anders als für die Bezirke Pommern und Ostpreußen nahm der Vizemeister jedoch nicht mehr an der Endrunde um die baltische Meisterschaft teil. 
1930 stieg der Danziger SC aus der Bezirksklasse ab, stieg aber direkt in die zwischenzeitlich umstrukturierte höchste Spielklasse auf. In der nun in fünf Staffeln ausgetragenen Regionalmeisterschaft für den Bezirk Grenzmark – Pommern war zum Verband Brandenburgischer Ballspielvereine gewechselt, in der Folge war die Regionalstruktur im baltischen Bereich geändert worden – gewann der Aufsteiger die Bezirksmeisterschaft Danzig und zog als Erster der Grenzmarkmeisterschaft nach drei Siegen in vier Spielen in die Endrunde um die baltische Meisterschaft 1931/32 ein. In einer eng umkämpften Endrunde mit vier Mannschaften belegte der Verein nach zwei Siegen und einem Unentschieden den letzten Tabellenplatz, hatte aber bei einer positiven Tordifferenz nur zwei Pluspunkte weniger als der baltische Meister SV Hindenburg Allenstein, der ein ausgeglichenes Torekonto aufwies. Als Tabellenvierter der Folgesaison verpasste die Mannschaft die Aufnahme in die Gauliga Ostpreußen.
Zunächst spielte der Danziger SC zweitklassig, 1940 verpasste er gegen den Danziger Stadtteilverein SV Neufahrwasser im Aufstiegsspiel durch eine 1:4-Niederlage die Rückkehr in die Erstklassigkeit. Auch nach Schaffung der Gauliga Danzig-Westpreußen dauerte es bis 1943, ehe der Aufstieg gelang. Mit fünf Siegen aus 16 Spielen wurde die Mannschaft punktgleich mit der Post-SG Danzig Tabellenletzte. Die Spielzeit 1944/45 begann die Mannschaft mit zwei sieglosen Spielen, ehe die Meisterschaft kriegsbedingt abgebrochen wurde.
Nach der Kapitulation Deutschlands wurde Danzig als Teil Westpreußens unter polnische Verwaltung gestellt. Der Danziger SC wurde wie sämtliche Sportvereine aufgelöst.